# طالب جامعي
الطالب الجامعي هو شخص يتابع دروسا في الجامعة أو أحد فروعها أو مؤسسة تعليمية مكافئة لها. في الغالب يكون هذا الشخص قد انتهى من الدراسة في أطوار سابقة يكون مستواها التعليمية أدنى من المستوى الجامعية. ويسعى الطالب في الحصول على إحدى الشهادات الجامعية مثل: الليسانس - الماستر - الدكتوراه...إلخ.
الطالب الجامعي.. الطالب هو الشخص الذي يطلب العلم ويسعى للحصول عليه. ومصطلح جامعي أطلق عليه نسبة إلى المكان الذي يحصل منه على العلم وهكذا..

## مقالات ذات صلة
- الجامعة
- التعليم العالي
- تلميذ